# Lepidametria lactea
Lepidametria lactea är en ringmaskart som först beskrevs av Treadwell 1939.  Lepidametria lactea ingår i släktet Lepidametria och familjen Polynoidae.
Artens utbredningsområde är Mexikanska golfen. Inga underarter finns listade i Catalogue of Life.